# Culicoides nubeculosus
Culicoides nubeculosus är en tvåvingeart som först beskrevs av Johann Wilhelm Meigen 1830.  Culicoides nubeculosus ingår i släktet Culicoides och familjen svidknott. Inga underarter finns listade i Catalogue of Life.